# Mesquita Kalyan

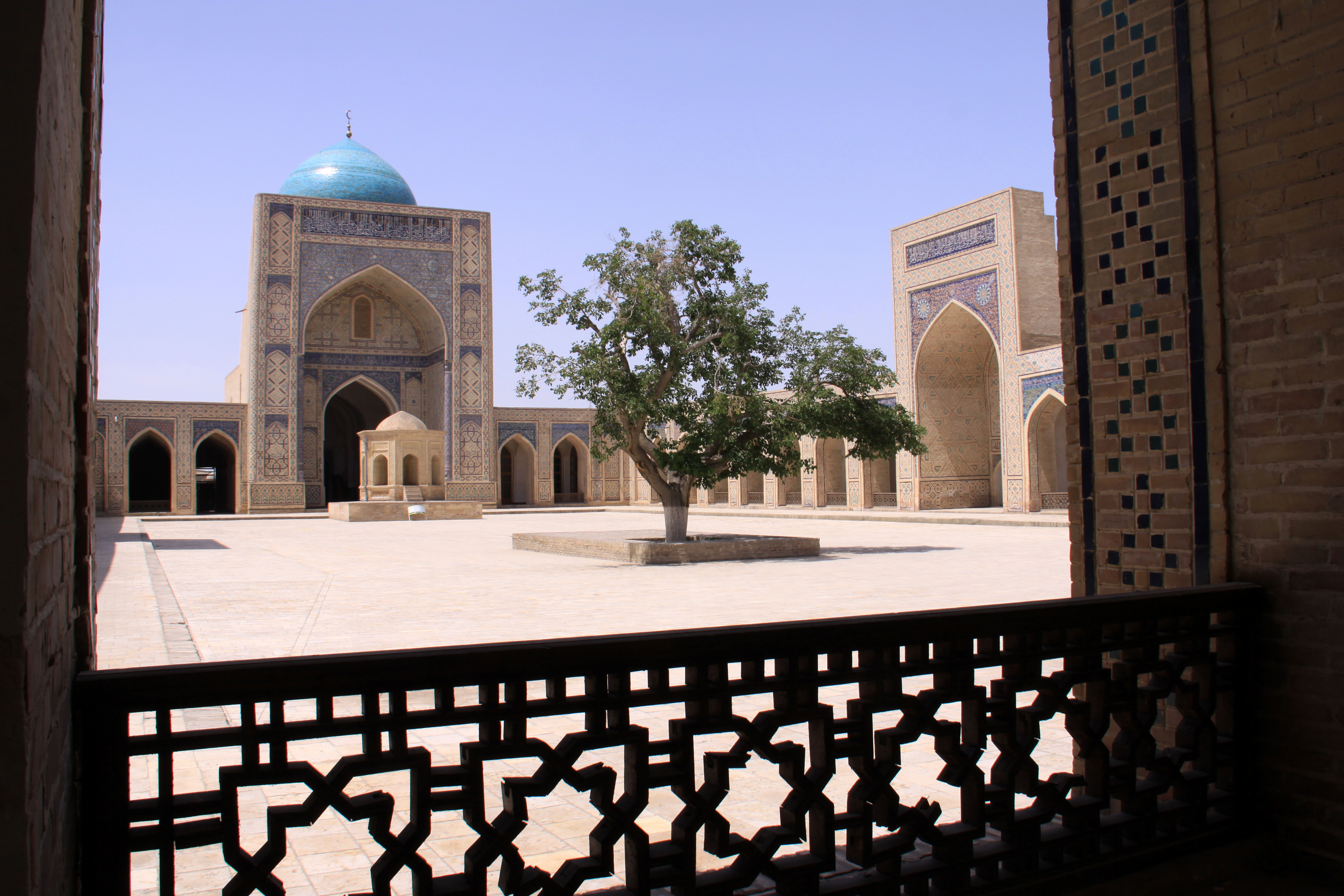
Pátio da mesquita

A Mesquita Kalyan, Mesquita Kalon ou Mesquita Kalan (em usbeque: Masjidi kalon; "grande mesquita") é uma mesquita no centro histórico de Bucara, um sítio classificado como Património Mundial pela UNESCO no Usbequistão. Juntamente com a Madraça Miriárabe (Mir-i-Arab), o Minarete Kalyan (Minorai Kalon) forma o conjunto monumental histórico Po-i Kalyan (Poi Kalon, Poi-Kalan ou Pā-i Kalān). É a mesquita congregacional (de sexta-feira) de Bucara e é a maior da Ásia Central, a seguir à de Bibi Canum em Samarcanda e, segundo alguns autores, à  Grande Mesquita de Herate, no Afeganistão.
A construção do edifício atual, sucessor de outros que foram construídos, destruídos e reconstruídos ao longo dos séculos, o primeiro deles na segunda década do século VIII, foi terminada na primeira metade do século XVI (dependendo dos autores, em 1514, na década de 1530 ou em 1541. Foi projetada para ter capacidade para reunir toda a população masculina de Bucara durante a namaz (oração de sexta-feira) — contando com o pátio, tem lotação para cerca de dez a doze mil fiéis. Após ter estado encerrada ao culto durante o período soviético, após a independência retomou as suas funções religiosas. A sua existência contínua, apesar das várias reconstruções, salienta o estatuto de Bucara como uma das principais cidades islâmicas da Ásia Central. É um dos primeiros grandes monumentos erigidos pela dinastia xaibânida, que fundou o Canato de Bucara no século XVI, e é um símbolo da ascensão da cidade nesse século.

## História
Em Bucara existiram mesquitas congregacionais desde os primeiros anos em que o islão começou a ser a religião dominante na região. Em 709, um século depois das revelações de Maomé, a cidade foi tomada por Cutaiba ibne Muslim, o governador da província omíada de Coração que conquistou a Transoxiana. O historiador do século X al-Narshakhi, natural de Bucara, a principal fonte para a história de Bucara entre os séculos VIII e X, escreveu que Cutaiba construiu uma grande mesquita na cidadela em 712 ou 713, dum antigo templo, provavelmente zoroastrista ou budista. Para atrair os novos convertidos, Cutaiba ordenou que se pagassem dois dirrãs a quem fosse orar na mesquita e autorizou que as orações fossem feitas na língua nativa soguediana em vez de em árabe.
Em 770, a mesquita tinha-se tornado pequena para acolher o elevado número de fiéis, levou Calide ibne Barmaque a construir uma nova mesquita entre a cidadela e a cidade. A antiga mesquita deteriorou-se gradualmente e acabou por ser convertida na agência de cobrança de impostos de Bucara. A mesquita de Calide, ou outra que a substituiu em 793 ou 794, foi posteriormente ampliada em cerca de um terço pelo emir samânida Ismail Samani (r. 892–907). No início do reinado de Nácer II (r. 914–943), a mesquita desabou numa sexta-feira, provando numerosas mortes, ao ponto de Al-Narshakhi escrever que depois disso a cidade parecia vazia. A mesquita foi reconstruída rapidamente no mesmo ano, mas voltou a desmoronar-se, desta vez sem provocar vítimas. Cinco anos depois foi reconstruída e manteve-se de pé até 1068, quando foi destruída por um incêndio durante uma batalha mortífera pelo controlo da cidade.
Os textos de al-Narshahki foram editados e acrescentados por outros autores ao longo dos séculos XI a XIII, dando mais informações sobre o que se passou depois. A seguir à destruição da mesquita em 1068, ela foi novamente reconstruída em pouco tempo. Ao longo do século seguinte houve várias reconstruções, cada uma delas em locais cada vez mais distantes da cidadela, até que em 1121 ou 1122 chegou ao local onde está o edifício atualmente existente. É muito provável que a planta da mesquita atual seja muito semelhante à da que foi construída por pelo cã caracânida Arslano Cã (r. 1102–1129). Uns anos depois da construção da sua construção, cerca de dois terços da mesquita foi destruída pelo desabamento do minarete, voltando a ser reconstruída.
O edifício do século XII durou até 1219 ou 1220, quando Bucara foi tomada pelas tropas de Gêngis Cã. O cã mongol visitou o local e ficou de tal forma impressionado com o tamanho da mesquita que pensou que era o palácio da família reinante. Gêngis Cã entrou montado a cavalo na mesquita e quando foi informado que estava na "Casa de Deus" ordenou que os suportes do Alcorão fossem transformados em manjedouras e, subindo ao púlpito cujo chão foi forrado com folhas rasgadas do Alcorão, gritou às suas tropas "o feno está cortado! Dêem forragem aos vossos cavalos!", após o que os seus homens saíram da mesquita e saquearam a cidade. Praticamente toda a cidade foi arrasada e a população adulta foi chacinada, apenas se salvando o Minarete Kalyan, que também o tinha maravilhado o cã mongol. Como o resto da cidade, a mesquita foi incendiada e arrasada, ficando em ruínas. Em Bucara, além deste minarete, as únicas construções existentes que são anteriores às invasões mongóis são o Mausoléu Samânida, a fachada sul da Mesquita Magok-i Attari, a parede traseira da Mesquita Namazgah (ou Namezgokh) e alguns edifícios na cidade vizinha de Vobkent. A mesquita ficou em ruínas durante vários séculos, constituindo uma lembraça amarga do golpe quase mortal que o cã mongol infligiu à cidade, a qual ela própria esteve praticamente abandonada durante várias décadas.
As ruínas foram finalmente removidas durante o período timúrida (1370–1507), mas não se sabem detalhes sobre a reconstrução então feita, antes da tomada da cidade pela dinastia xaibânida no início do século XVI. A facahda atual da mesquita foi concluída em 1514 ou 1515, quando o governador de Bucara era o enérgico Ubaide Alá Cã que mais tarde, entre 1434 e 1439, seria cã xaibânida. Durante as obras levadas a cabo durante a década de 1530, foram adicionados vários ornamentos, na mesma altura em que foi erigida a Madraça Miriárabe (Mir-i-Arab). O minarete original foi mantido, fornecendo um elo crucial com o passado pré-mongol da cidade.

## Arquitetura
A mesquita atual provavelmente tem uma planta semelhante à mesquita caracânida do século XII, medindo 130 por 80 metros. Sabe-se pouco sobre a planta da mesquita do período caracânida e das suas antecessoras. O piso térreo atual teve provavelmente como modelo mesquitas anteriores do período timúrida, como a de Bibi Canum em Samarcanda, construída em 1399. Ambos os edifícios apresentam uma planta com quatro ivãs, um amplo pátio interior, uma cúpula alta sobre o mirabe e longos corredores hipostilos abobadados com centenas de pequenas cúpulas (288 na Mesquita Kalyan).
A entrada no lado oriental é feita por um monumental ivã com uma meia cúpula. A superfície exterior é coberta de ricos e elaborados mosaicos de faiança. Na extremidade oposta do edifício encontra-se o mirabe — um nicho voltado para Meca — rodeado por azulejos assinados pelo seu autor, Bayazid Purani. A câmara abobadada em frente ao mirabe é complementada no exterior por uma cúpula de ladrilhos vidrados azuis, que assenta sobre um tambor alto coberto de inscrições em cúfico. Na zona de transição entre o tambor e a cúpula há um anel de muqarnas.
Ao contrário da Madraça Miriárabe que fica em frente a ela, no lado oposto da praça Po-i Kalyan, a mesquita é um edifício voltado para o interior, sem janelas para o exterior. Não obstante, o pátio interno é tudo menos claustrofóbico. As paredes com arcadas são suficientemente baixas para que os edifícios vizinhos sejam facilmente visíveis. Dado estar posicionada em eixo com a madraça, as cúpulas desta elevam-se sobre a arcada oriental, criando uma sensação de profundidade harmoniosa que atrai o olhar para fora e para cima. A forma graciosa do Minarete Kalyan — mais próximo e muito mais alto — acentua esse efeito. Em contraste, o interior do pátio está completamente vazio, à parte dum pequeno quiosque situado na extremidade ocidental que tem uma árvore solitária no seu lado oriental.

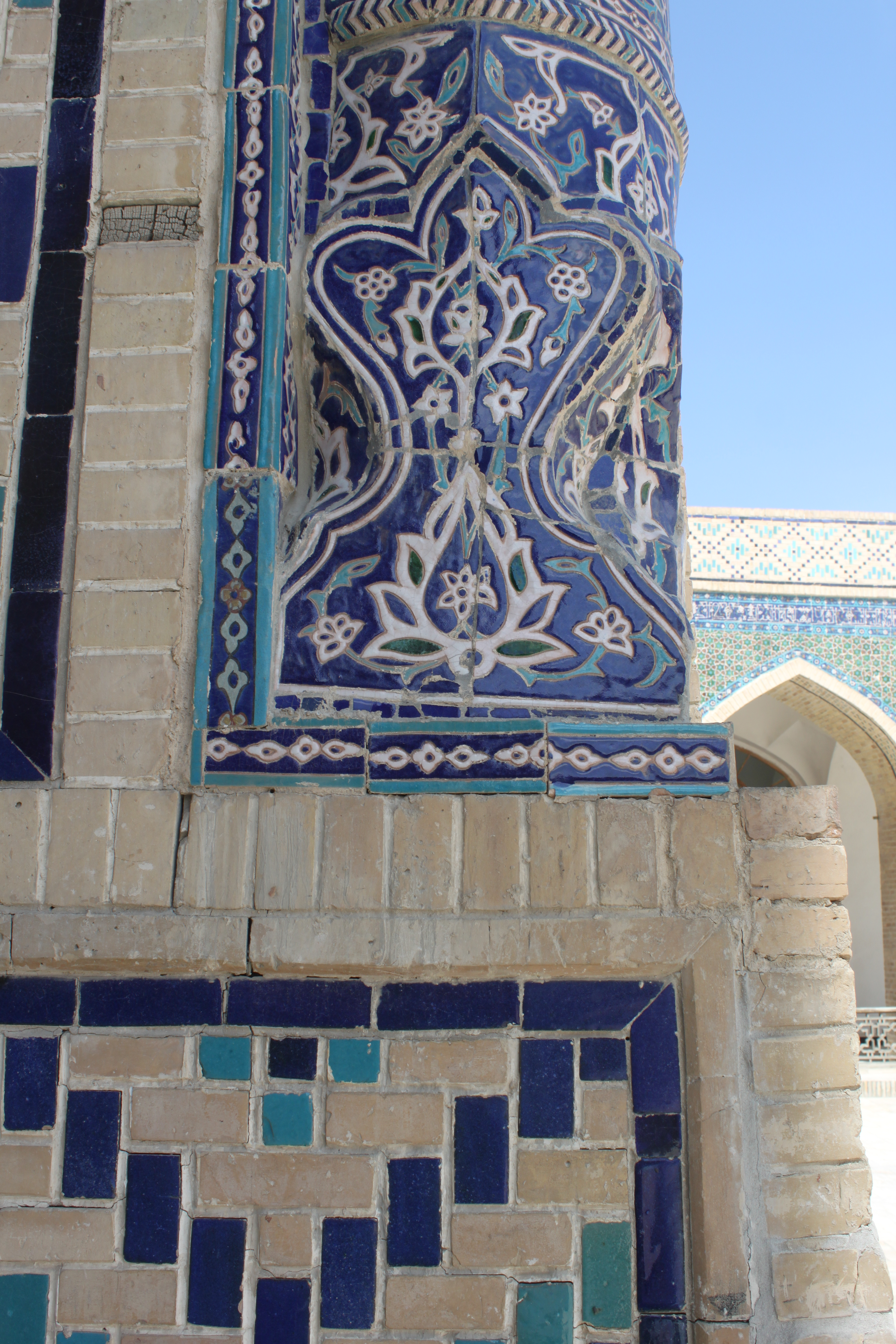
Detalhe da decoração
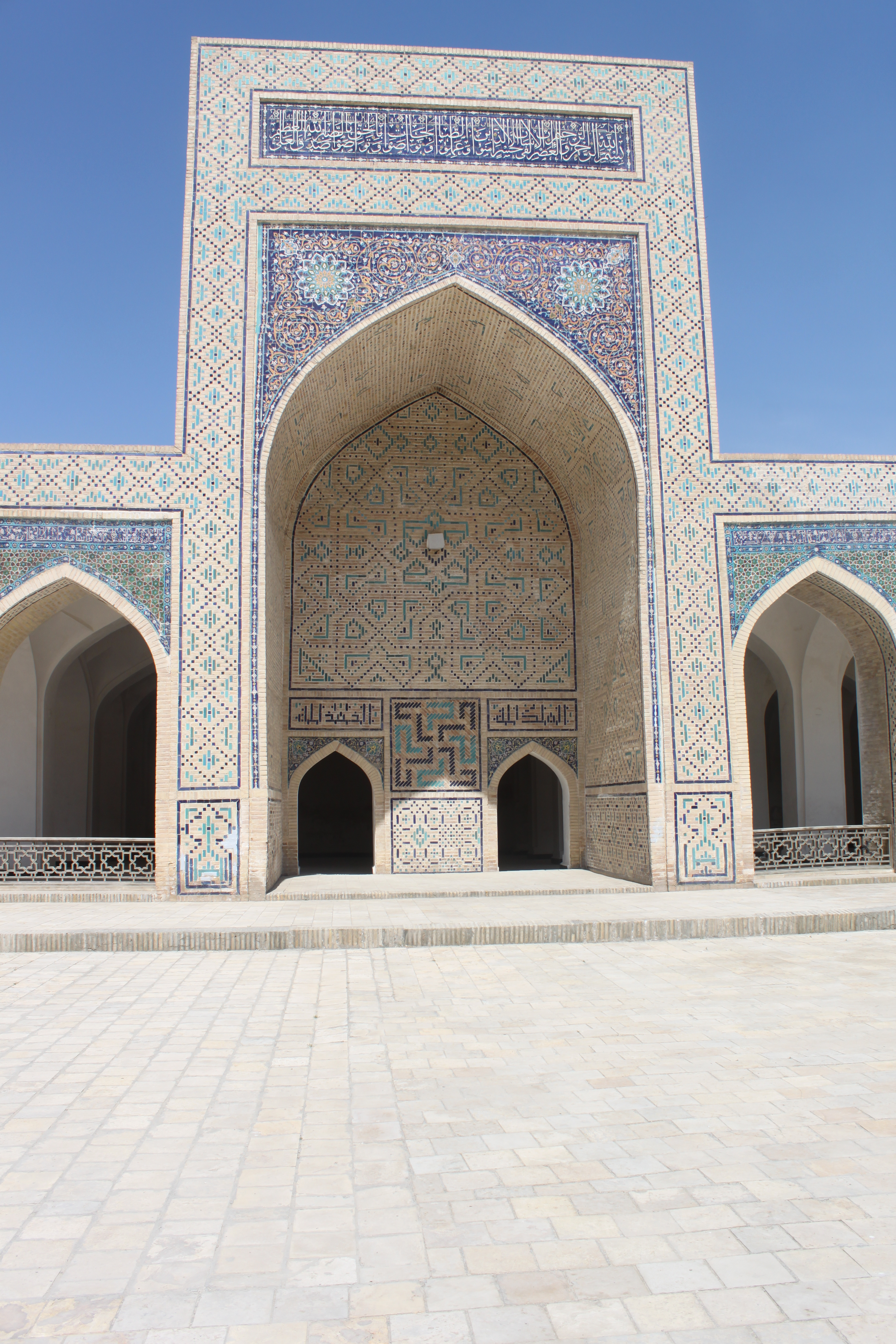
Um dos ivãs do pátio
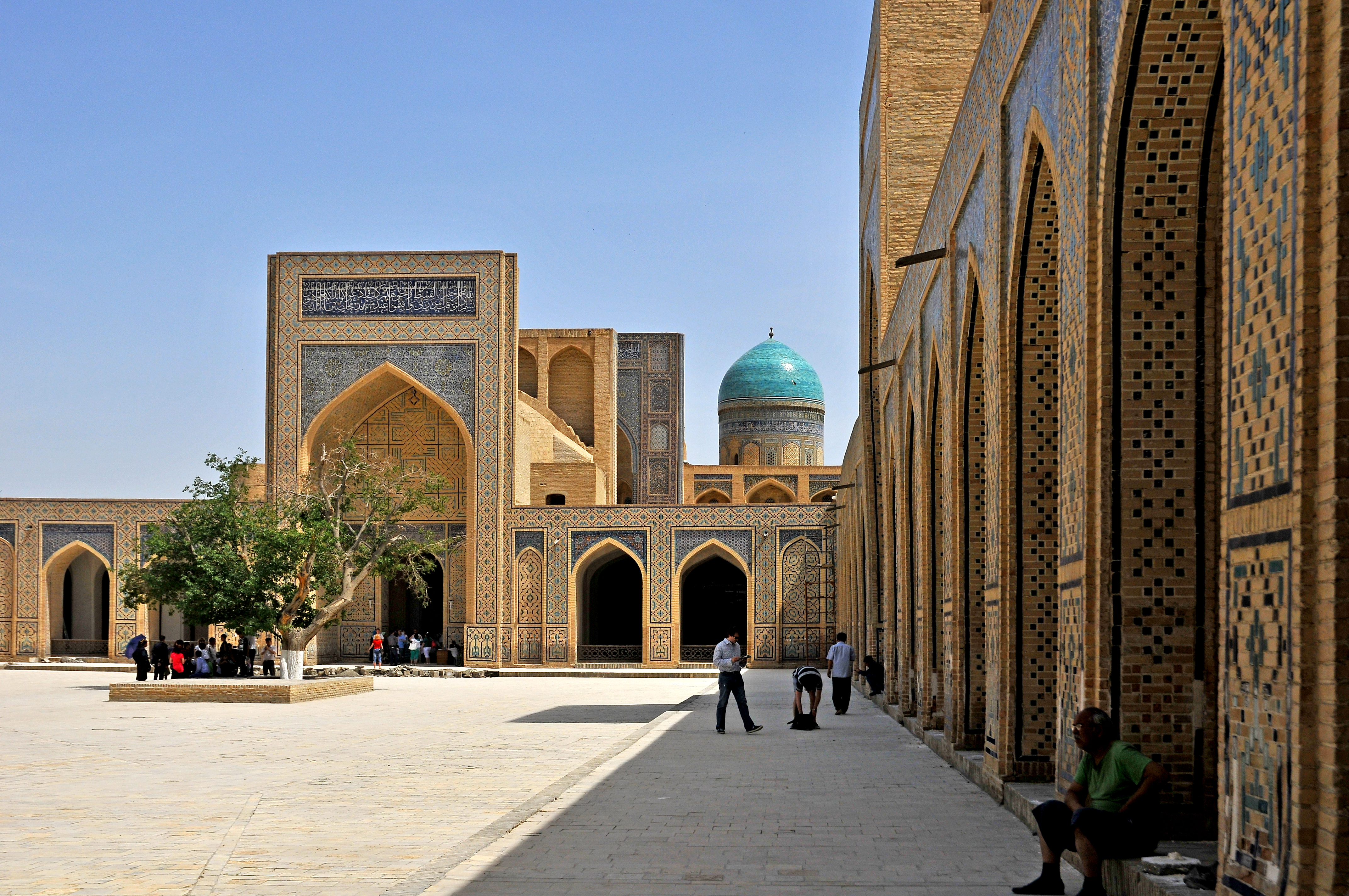
Pátio
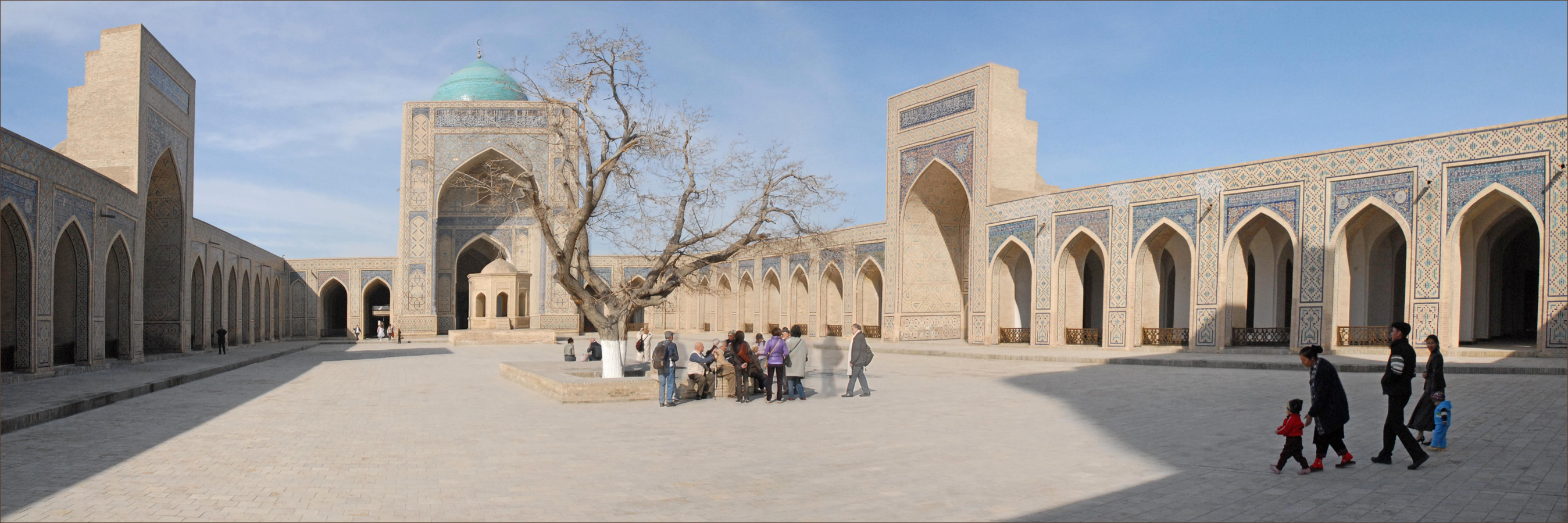
Pátio